# Liste der Monuments historiques in Courville
Die Liste der Monuments historiques in Courville führt die Monuments historiques in der französischen Gemeinde Courville auf.

## Liste der Immobilien
| Bezeichnung      | Beschreibung            | Standort               | Kennzeichnung | Schutzstatus | Datum | Bild           |
| ---------------- | ----------------------- | ---------------------- | ------------- | ------------ | ----- | -------------- |
| Kirche St-Julien | aus dem 11. Jahrhundert | Rue de l’Église (Lage) | PA00078684    | Classé       | 1920  | weitere Bilder |

## Liste der Objekte
| Bezeichnung                      | Beschreibung                                | Standort                       | Kennzeichnung | Schutzstatus | Datum | Bild |
| -------------------------------- | ------------------------------------------- | ------------------------------ | ------------- | ------------ | ----- | ---- |
| Wandgemälde                      | spätmittelalterlich                         | in der Kirche St-Julien (Lage) | PM51001497    | Classé       | 1920  |      |
| Skulptur eines Apostels          | Holz, 15. Jahrhundert                       | in der Kirche St-Julien (Lage) | PM51000342    | Classé       | 1915  |      |
| Kreuzigungsgruppe                | Holz, farbig gefasst, 16. Jahrhundert       | in der Kirche St-Julien (Lage) | PM51000344    | Classé       | 1974  |      |
| 16 Kirchenbänke                  | Holz, 17. Jahrhundert                       | in der Kirche St-Julien (Lage) | PM51002105    | Inscrit      | 1974  |      |
| Skulptur Jean Jabot              | Stein, 16. Jahrhundert                      | in der Kirche St-Julien (Lage) | PM51002102    | Inscrit      | 1974  |      |
| Chorgestühl                      | Holz, 18. Jahrhundert                       | in der Kirche St-Julien (Lage) | PM51002106    | Inscrit      | 1974  |      |
| Retabel                          | Stein, bezeichnet 1519                      | in der Kirche St-Julien (Lage) | PM51000339    | Classé       | 1907  |      |
| Skulptur Madonna                 | Holz, 16. Jahrhundert                       | in der Kirche St-Julien (Lage) | PM51000340    | Classé       | 1908  |      |
| Skulptur eines heiligen Bischofs | Stein, 16. Jahrhundert                      | in der Kirche St-Julien (Lage) | PM51000341    | Classé       | 1915  |      |
| Gemälde Kreuzigung               | Ölfarbe auf Holz, Ende des 16. Jahrhunderts | in der Kirche St-Julien (Lage) | PM51000343    | Classé       | 1915  |      |
| Skulptur Heiliger Sebastian      | Holz, farbig gefasst, 17. Jahrhundert       | in der Kirche St-Julien (Lage) | PM51003741    | Inscrit      | 1974  |      |
| Skulptur Heiliger Julianus       | Holz, farbig gefasst, 17. Jahrhundert       | in der Kirche St-Julien (Lage) | PM51002101    | Inscrit      | 1974  |      |